# Escolta binaural
L'escolta binaural (escoltar amb dues orelles), és el que permet al cervell humà, interpretar un so, conjugant la informació que li arriba d'ambdós sentits. L'audició és un procés complex. La informació que el cervell rep de cada una de les orelles és diferent-excepte quan estan equidistants de la font-, perquè ambdues orelles estan físicament separades entre si pel cap. Aquesta diferència en la situació de les orelles és la que li permet al cervell localitzar la font sonora. Al sistema auditiu la sensació tridimensional està relacionada amb la diferència d'amplitud i temps que rep de cada sentit. És a dir, la localització dels sons en l'espai s'aconsegueix amb el processament per separat de la informació de cada orella i amb la posterior comparació de fase i nivell entre els dos senyals. Per determinar la direcció del so el cervell té en compte tres factors que interaccionen:
1. El retard temporal i l'efecte Haas.
2. La longitud d'ona.
3. L'emmascarament

## Retard temporal
El retard temporal es deu al fet que un mateix so produït per la mateixa font sonora gairebé mai és igual per a un sentit que per l'altre. Això és fàcil d'entendre. Físicament les nostres oïdes estan separats pel cap. Això provoca que les ones sonores recorrin un trajecte una mica més llarg abans d'arribar a una oïda (el més allunyat de la font), que l'altre (el més proper). El cervell registra el retard temporal i informa que el so s'ha originat a un costat o l'altre de la cara. El retard temporal és més evident quan s'ha produït un so per impuls, per exemple, un clic o una explosió. Relacionat amb el retard temporal hem de tenir en compte l'efecte Haas.

## Efecte Haas
L'efecte Haas descriu com el cervell, si el so prové de diverses fonts, només té en compte aquell so que prové de la font més propera, però localitza el seu origen com a procedent d'algun lloc intermedi entre totes. Cal delimitar que l'efecte Haas no és més que un efecte psicològic i no s'ha de confondre amb un principi físic. El cervell té, a més a més, capacitat de concentrar-se en qualsevol so particular de la gamma que s'estigui escoltant.

## Longitud d'ona
Els sons amb una longitud d'ona per sobre de 1.000 Hz que tinguin una longitud d'ona petita (inferior a 30 cm), només seran escoltats per una de les dues orelles. Això es deu al fet que el cap funciona com una pantalla relativa i evita que una part del so arribi a l'orella que està situada al costat oposat a la direcció del so.
A la diferència de fase provocada per la diferent distància se suma així la diferència d'intensitat, amplitud o nivell acústic, per facilitar la localització espacial de la font sonora.

## Emmascarament
Quan s'escolten dos sons de diferent intensitat al mateix temps, el fort emmascara al suau, que no se sent.

## Tecnologia binaural
La tecnologia binaural és un sistema d'enregistrament de so que intenta crear en l'oient una sensació de 3D, imitant la sensació de l'escolta real, és a dir, binaural.
S'aconsegueix gravant el so amb dos micròfons, un a cada banda d'un cap humà artificial, simulant els seus timpans. Cada gravació, enregistrada pel micròfon respectiu, correspondrà a un auricular diferent alhora de ser escoltada.
“La sensació que produeix en nosaltres qualsevol espai que habitem no sorgeix exclusivament del que capturem amb la mirada, sinó del què escoltem quan ens endinsem en aquest espai (...)"  Així doncs, no només determina el so el propi, sinó que l'espai que l'envolta i el guarda.